# Vadum Bladet
Vadum Bladet er Danmarks mindste ugeavis og omdeles hver onsdag til husstandene i Vadum, Biersted, Nørhalne og Vester Halne. Bladet udkom første gang i 1972 og indeholder lokale artikler og annoncer fra udgivelsesområdet. Udgiver er redaktør Thorkil Christensen. Bladet produceres af Himmerlands Tryk A/S.
 Der er for få eller ingen kildehenvisninger i denne artikel, hvilket er et problem. Du kan hjælpe ved at angive troværdige kilder til de påstande, som fremføres i artiklen.